# Skigebiet Myślenice-Ski
Das Skigebiet Myślenice-Ski liegt auf den Nordwesthängen der Chełm in dem polnischen Gebirgszug der Makower Beskiden auf dem Gemeindegebiet von Myślenice im Powiat Myślenicki in der Woiwodschaft Kleinpolen. Es befindet sich in der Nähe der Schnellstraße Zakopianka. Das Skigebiet wird von dem Unternehmen 	Ostoja Górska Koninki mgr Józef Pasek betrieben.

## Lage
Das Skigebiet befindet sich auf einer Höhe von 373 bis 608 Metern. Der Höhenunterschied der Pisten beträgt etwa 235 Meter. Es gibt eine rote (schwierige), eine blaue und zwei grüne Pisten. Die Gesamtlänge der Pisten umfasst etwa 2,2 Kilometer. Die längste Piste ist etwa 1,1 Kilometer lang.

## Beschreibung

### Skilifte
Im Skigebiet gibt es zwei Sessellifte und zwei Tellerlifte. Insgesamt können bis zu 3750 Personen pro Stunde befördert werden.
Die Skilifte führen von Myślenice auf den Nordwesthang der Makower Beskiden.
| Name     | Art        | Hersteller                  | Breite Personen | Länge (m) | Zeit (min) | Höhenunterschied (m) | Personen pro Stunde | Obere Station | Obere Station | Untere Station | Untere Station | Vmax (m/s) |
| Name     | Art        | Hersteller                  | Breite Personen | Länge (m) | Zeit (min) | Höhenunterschied (m) | Personen pro Stunde | Ort           | Höhe (m üNN)  | Ort            | Höhe (m üNN)   | Vmax (m/s) |
| -------- | ---------- | --------------------------- | --------------- | --------- | ---------- | -------------------- | ------------------- | ------------- | ------------- | -------------- | -------------- | ---------- |
| K2       | Sessellift | Doppelmayr/Garaventa-Gruppe | 4               | 770       | 5          | 235                  | 2397                | Obere Station | 608           | Untere Station | 373            |            |
| K1       | Sessellift |                             | 1               | 2029      | 5          | 306                  | 460                 | Obere Station | 610           | Untere Station | 304            |            |
| Babylift | Tellerlift |                             | 1               | 150       | 1,2        | 32                   | 900                 | Obere Station |               | Untere Station |                |            |
|          | Tellerlift |                             | 1               | 20        |            | 1                    |                     | Obere Station |               | Untere Station |                |            |

### Skipisten
Von den Bergen führen vier Skipisten ins Tal.
| Name    | Schwierigkeit | Start         | Start        | Ziel           | Ziel         | Länge (m) | Höhenunterschied (m) | Neigung (%) | Licht | Kunstschnee | FIS    | FIS | Anmerkungen          |
| Name    | Schwierigkeit | Name          | Höhe (m üNN) | Name           | Höhe (m üNN) | Länge (m) | Höhenunterschied (m) | Neigung (%) | Licht | Kunstschnee | Nummer | bis | Anmerkungen          |
| ------- | ------------- | ------------- | ------------ | -------------- | ------------ | --------- | -------------------- | ----------- | ----- | ----------- | ------ | --- | -------------------- |
| FIS     | Rot           | Obere Station | 608          | Untere Station | 373          | 1100      | 235                  | 21          | Ja    | Ja          |        |     | Riesenslalom, Slalom |
|         | Blau          | Obere Station | 608          | Untere Station | 373          | 835       | 235                  | 28          | Ja    | Ja          |        |     |                      |
|         | Grün          |               |              |                |              | 200       | 32                   | 16          | Ja    | Ja          |        |     |                      |
| Chełmuś | Grün          |               |              |                |              | 50        | 1                    | 2           | Ja    | Ja          |        |     |                      |

## Infrastruktur
Das Skigebiet liegt unmittelbar im Stadtteil Zarabie von Myślenice und ist mit dem Pkw erreichbar. An der unteren Station gibt es Parkplätze und mehrere Restaurants. 